# Rio Cucuveanu
O Rio Cucuveanu é um rio da Romênia, afluente do Argova, localizado no distrito de Călăraşi.